# Santa Cruz (Unternehmen)

Logo

Santa Cruz ist eine in der gleichnamigen US-amerikanischen Stadt Santa Cruz in Kalifornien ansässige Firma. Santa Cruz stellt Skateboards, Snowboards, Mountainbikes und Surfboards her, auch eine eigene Bekleidungs-Linie gibt es. 
Santa Cruz ist der älteste kontinuierlich existierende Skateboardhersteller der Welt und wurde 1973 von drei befreundeten Surfern aus Santa Cruz, Richard Novak, Doug Haut und Jay Shuirman, gegründet. Ihre Firma NHS (Anfangsbuchstaben der Nachnamen der Gründer) stellte ursprünglich Surfbretter her, hatte aber finanzielle Schwierigkeiten, als ein hawaiianisches Unternehmen sie beauftragte, 500 Skateboards herzustellen. Mit den Resten an Fiberglas aus der Surfbrettproduktion bauten sie die ersten Skateboards. Ihr erstes Santa Cruz Skateboard, das sie damals wie heute unter ihrer Firma NHS vertrieben, wurde 1973 produziert. Die Charge von 500 Skateboards wurde schnell verkauft und die Nachfrage nach weiteren Boards wuchs. 
Das Logo des Unternehmens ist ein roter Punkt mit "Santa Cruz", in eckigen Großbuchstaben, diagonal darüber geschrieben. Das Logo wurde 1978 von Jim Phillips entworfen. In der ursprünglichen Version des Logos war der rote "Punkt" elliptisch, später wurde er kreisförmig. Die "Screaming Hand", die 1985 von Jim Phillips entworfen wurde, ist die Hauptgrafik, die mit der Marke Santa Cruz in Verbindung gebracht wird und ist zu einer Skateboard-Ikone geworden.
Die erste Bekleidungsserie wurde von 1989 bis ins Jahr 1999 von der lizenzhabenden Firma Dnr Sportsystem Ltd. hergestellt. Patrizio Roffi hat alle Designs sämtlicher Boards in der Schweiz erstellt. Hergestellt wurden die Boards in verschiedenen Fabriken in Europa. Neben Vision und Powell-Peralta gehört das Unternehmen zu den wichtigsten Ausstattern der Skateboard-Szene. Insbesondere das "Everslick"-Skateboard von 1989, das erstmals eine Plastik-Beschichtung am Boden des Bretts hatte, wurde seinerzeit als innovativ angesehen. Bevor zahlreiche Profis eigene Skateboard-Marken auf den Markt brachten, war dieser noch bis Mitte der 1990er Jahre primär zwischen den bereits erwähnten drei Herstellern sowie H-Street aufgeteilt.

## Sportsponsoring
Santa Cruz sponsert sowohl ein Skateboard- ein Snowboard- als auch ein Surfteam. Zum professionellen Skateboardteam von Santa Cruz gehören mitunter: Alex Moul, Florentin Marfaing, Alex Carolino, Tom Knox und Eric Dressen. Zum professionellen Snowboardteam von Santa Cruz gehören mitunter: Gian Simmen, Seth Huot, Robbie Sell, Charlie Moarace, Eirik Haugo, Florian Franz Benedikt Wimmer, Danny Wheeler, Stephen Duke und Silvia Mittermüller. Zum professionellen Surfteam von Santa Cruz gehören unter anderem : Matt Archbold, Shawn Barron, Adam Reprogle, Christian Fletcher (Surfer), Anthony Tashnik, Bud Freitas, Matt Schrodetz, Sean Petersen und Austin Smith Ford.